# Robe à l'anglaise

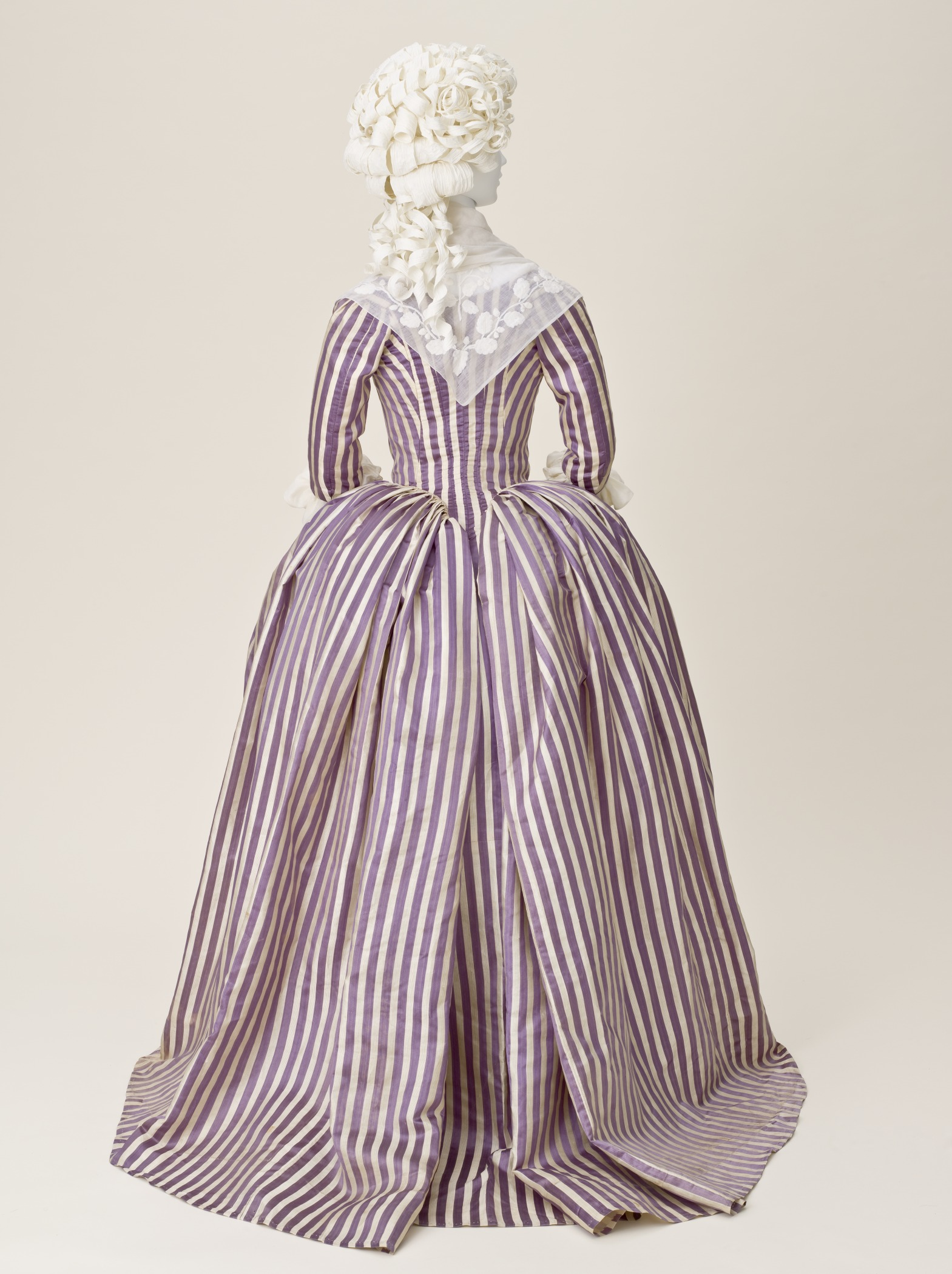
Robe à l'anglaise, soie à rayures violettes et blanches, France, 1785-90, LACMA, M.2007.211.931

La robe à l'anglaise est un élément du costume féminin du XVIIIe siècle. Comme les précédentes robe à la française ou la mantoue, à partir desquelles elle a évolué, le dos d'une robe à l'anglaise comporte des plis à partir de l'épaule, qui permettent d'avoir un corsage près du corps et du volume au niveau de la taille. Au cours des années 1770, les plis du dos deviennent de plus en plus étroits et se rapprochent du centre du dos. Dans les années 1780, ces plis avaient pour la plupart disparu et la jupe et le corsage étaient coupés séparément ,. Le corsage peut être renforcé avec de fines baleines cousues entre les coutures. 
La robe à l'anglaise est ouverte sur le devant, pour révéler un jupon assorti ou d'une couleur différente, et comporte des manches qui s'arrêtent aux coudes. Ces manches sont souvent terminées avec des volants appelés engageantes.
Les paniers précédemment portés avec la robe à la française sont désormais remplacés par des « faux-culs » ou « culs de Paris », des sortes de coussins en forme de croissant qui permettent de donner du volume à l'arrière de la jupe. 
La robe à l'anglaise est caractérisée par sa grande simplicité, par comparaison avec les robes à la française et les robes de cour portées à Versailles.

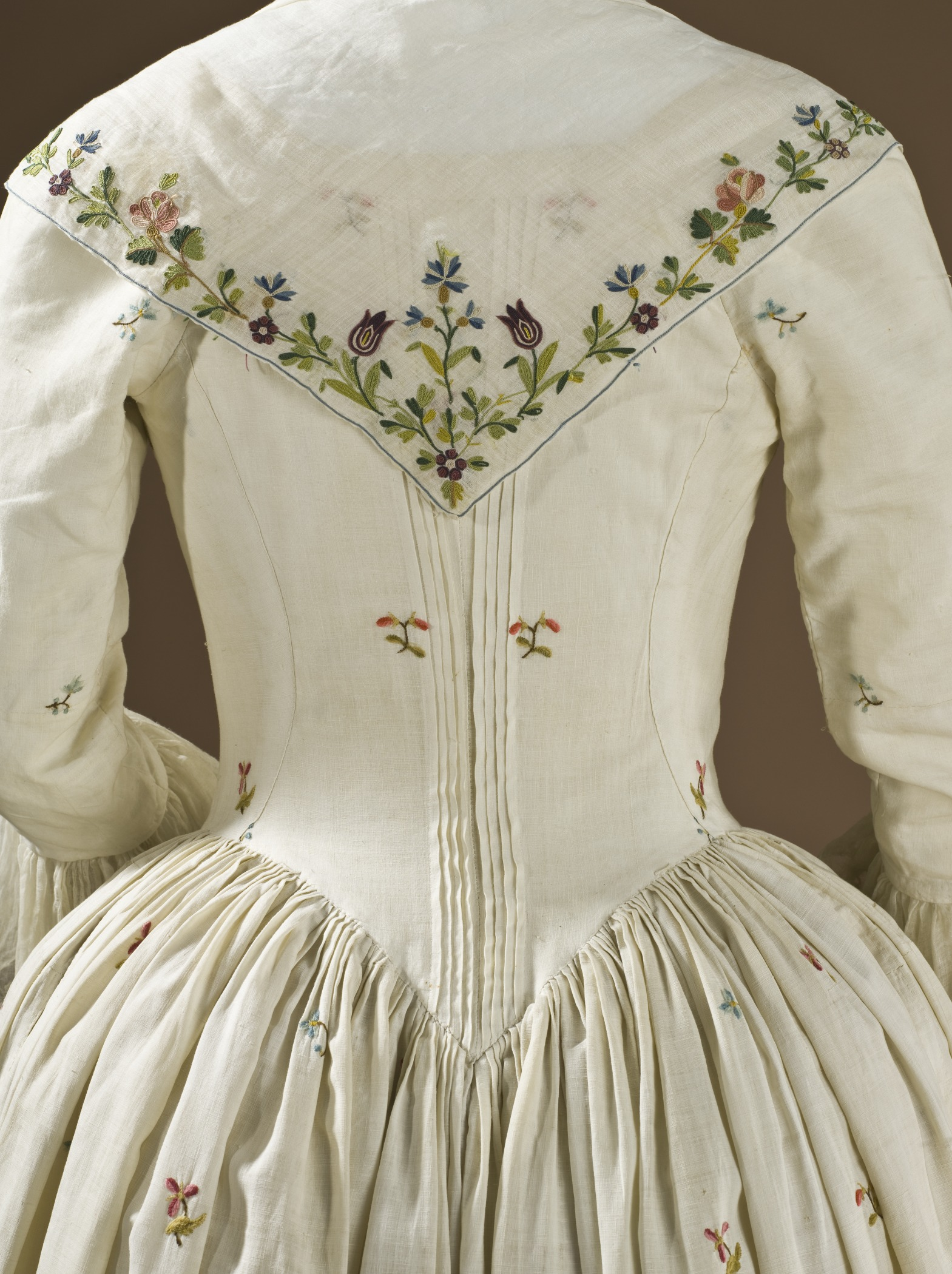
Robe à l'anglaise, coton brodé de laine, exposé avec un châle brodé, Grande-Bretagne, années 1780, LACMA, M.59.25a-c
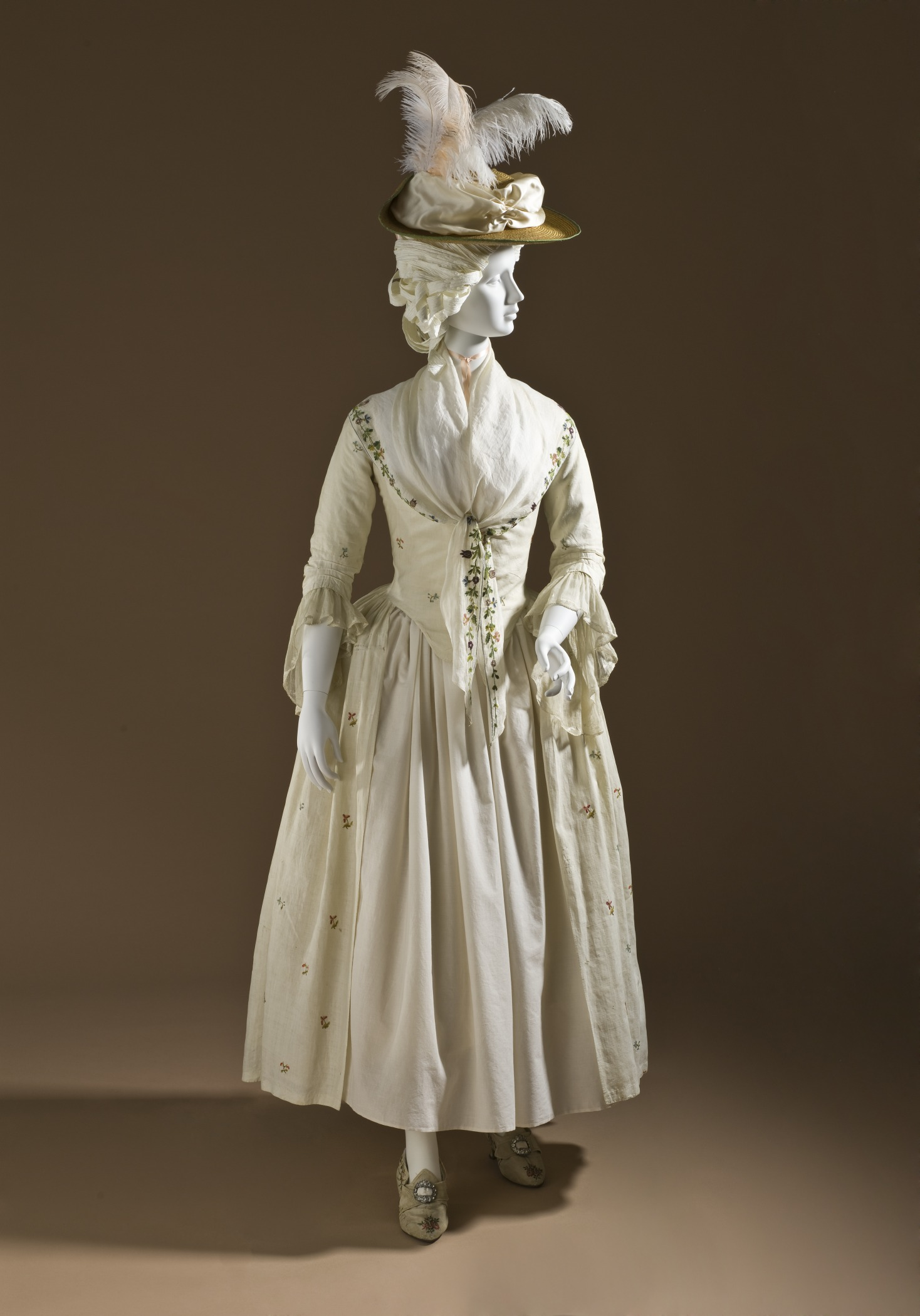
Robe à l'anglaise, coton brodé de laine, exposé avec un châle brodé, Grande-Bretagne, années 1780, LACMA, M.59.25a-c
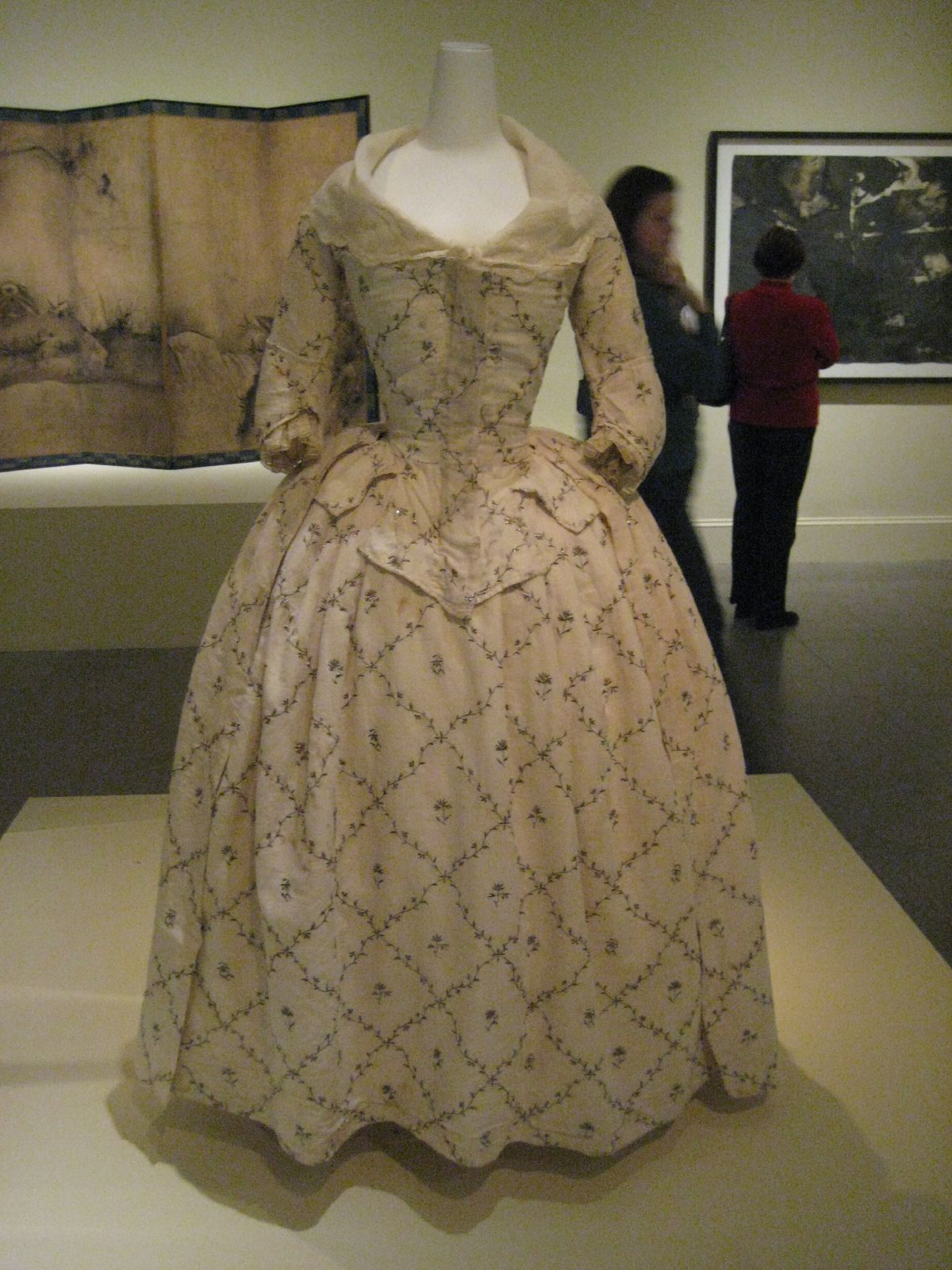
Robe à l'anglaise avec sa jupe assortie, France, 1784-1787, coton, métal, soie, Metropolitan Museum of Art, New-York, 1991.204a, b
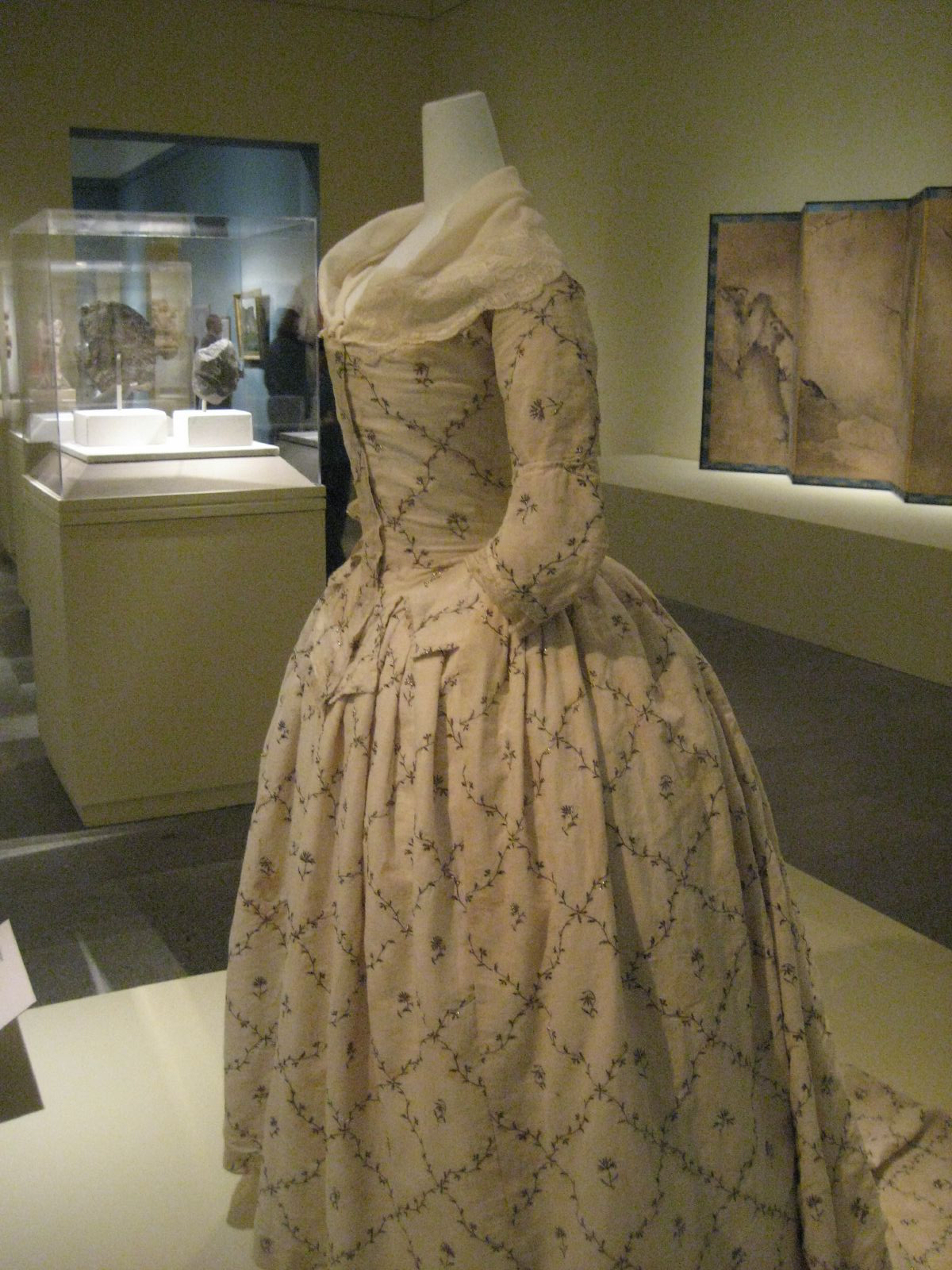
Robe à l'anglaise avec sa jupe assortie, France, 1784-1787, coton, métal, soie, Metropolitan Museum of Art, New-York, 1991.204a, b
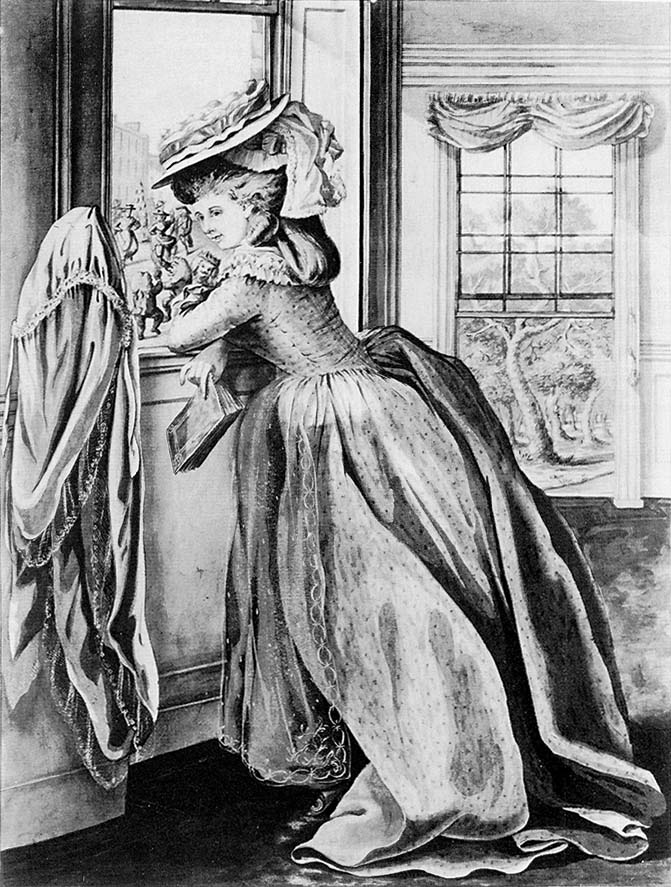
Gravure de mode d'une robe à l'anglaise, 1785